# Sparkasse Witten
Die Sparkasse Witten ist eine öffentlich-rechtliche Sparkasse mit Sitz in Witten in Nordrhein-Westfalen. Ihr Geschäftsgebiet ist das Stadtgebiet von Witten, der Ennepe-Ruhr-Kreis und die angrenzenden kreisfreien Städte Bochum, Dortmund, Castrop-Rauxel und Hagen. Das Kreditinstitut unterhält 10 Filialen sowie Beratungs-Center für Immobilien, Vermögensmanagement sowie Versicherungen und Bausparen und ein Team zur mobilen Finanzberatung.

## Organisationsstruktur
Die Sparkasse Witten wurde im Jahr 1853 gegründet. Sie ist eine Anstalt des öffentlichen Rechts. Träger der Sparkasse ist die Stadt Witten. Die Sparkasse ist Mitglied des Sparkassenverbandes Westfalen-Lippe, Münster (Westf.), und damit dem Deutschen Sparkassen- und Giroverband e. V., Berlin und Bonn, angeschlossen. Sie ist Mitglied im bundesweiten Haftungsverbund der Sparkassen-Finanzgruppe. Rechtsgrundlagen sind das Sparkassengesetz Nordrhein-Westfalen und die durch den Verwaltungsrat der Sparkasse erlassene Satzung. Organe der Sparkasse sind der Vorstand und der Verwaltungsrat.

## Geschäftsausrichtung
Die Sparkasse ist ein Wirtschaftsunternehmen des Trägers mit der Aufgabe, die geld- und kreditwirtschaftliche Versorgung der Bevölkerung und der Wirtschaft, insbesondere des satzungsrechtlichen Geschäftsgebiets und ihres Trägers zu gewährleisten. Die Kreditversorgung dient vornehmlich der Kreditausstattung des Mittelstandes sowie der wirtschaftlich schwächeren Bevölkerungskreise. Die Geschäfte werden unter Beachtung des öffentlichen Auftrags nach kaufmännischen Grundsätzen geführt. Als Universalbank bietet die Sparkasse Witten Finanzdienstleistungen für Privat- und Firmenkunden an. Die Sparkasse Witten wies im Geschäftsjahr 2023 eine Bilanzsumme von 2,612 Mrd. Euro aus und verfügte über Kundeneinlagen von 1,813 Mrd. Euro. Gemäß der Sparkassenrangliste 2023 liegt sie nach Bilanzsumme auf Rang 188. Sie unterhält 12 Filialen/Selbstbedienungsstandorte und beschäftigt 318 Mitarbeiter. Im Verbundgeschäft arbeitet die Sparkasse Witten unter anderem mit der LBS West, der Westfälischen Provinzial Versicherung, der DekaBank Deutsche Girozentrale und der Deutschen Leasing AG zusammen.

## Gesellschaftliches Engagement
Das soziale Engagement besitzt für die Sparkasse Witten seit langem einen besonderen Stellenwert. Deshalb wurde unter anderem aus Anlass des 150. Firmenjubiläums im Jahr 2003 die Wittener Sparkassen- und Bürgerstiftung ins Leben gerufen. Ihr Ziel ist es, Einrichtungen zu fördern, die sich im sozialen, kulturellen, sportlichen oder wissenschaftlichen Bereich engagieren. Im Jahre 2009 konnten Sparkasse und Wittener Sparkassen- und Bürgerstiftung für soziale, sportliche, kulturelle und wissenschaftliche Zwecke den Wittener Bürgern, Vereinen und Institutionen knapp eine Million Euro zur Verfügung stellen.

## Geschichte

### Gründung von 1853
Die heutige Sparkasse Witten nahm am 1. August 1853 als Sparkasse zu Witten unter der Garantie der Stadt Witten ihren Geschäftsbetrieb auf, nachdem sich die Gründung vom ersten Impuls im Jahr 1844 bis zur eigentlichen Eröffnung im Jahr 1853 über neun Jahre erstreckte. Diese zeitliche Verzögerung war vor allem darauf zurückzuführen, dass in den Gründungsjahren der Sparkassen der Betrieb ehrenamtlich geführt wurde. So hatte Witten erhebliche Schwierigkeiten, einen Rechtsverständigen zu finden, der als einer von drei Administratoren ehrenamtlich tätig sein sollte. Auch ein Rendant wurde erst im Mai 1852 gefunden, sodass 1853 in einem kleinen Büroraum hinter einer Brennerei an der heutigen Ruhrstraße endlich der Betrieb aufgenommen werden konnte.

### Bis zum Ersten Weltkrieg
Zehn Jahre nach Gründung hatte die Wittener Sparkasse schon einen Sparanlagenbestand von 725.000 Talern. Davon waren 681.000 Taler als Darlehen ausgeliehen – 88 % davon für Hypotheken. Von den 1963 Sparern waren 34 % Fabrik-, Berg- und Hüttenarbeiter, 8 % Dienstboten und 5 % Gesellen.
1864 entstand das erste vergütete hauptamtliche Mitarbeiterverhältnis, 1868 kam zum Rendanten ein Kontrolleur hinzu. Um die Jahrhundertwende waren schon vier Leute für die Sparkasse hauptberuflich tätig.
Mit zunehmendem Geschäftsumfang und mit Veränderungen im Amt des Rendanten wechselte die Sparkasse mehrfach ihr Domizil, bis sie von 1885 (bis 1909) im Verwaltungsgebäude Marktstraße Nr. 1 ihr erstes eigenes Gebäude fand. 1903 feierte die Sparkasse Witten ihr 50-jähriges Bestehen. Im Jahr 1909 wurden neue Geschäftsräume an der Westseite der Ruhrstraße bezogen, die nach Um- und Erweiterungsbauten bis zum Jahre 1967 genutzt wurden.
Schon 1910 konnte die Sparkasse Witten ihren Kunden die Befugnis einräumen, Schecks zu nutzen und Giroüberweisungen durchzuführen. 1929 gab es in Witten bereits zwei Sparkassen-Geschäftsstellen.

### Zwischen 1914 und 1945
1914, mit Beginn des Ersten Weltkrieges, begannen auch für die Sparkasse Witten schwere Jahre. Die Auszahlungen überschritten zwei Jahre lang die Einzahlungen. Die Sparkasse wird Goldsammelstelle – alle Bürger müssen ihre Goldvorräte abliefern. 1919, mit Beginn der Inflation, stiegen die Einlagen von 84,4 Millionen Mark (1919) auf 174,234 Trillionen Mark (1923).
1929 wurden Annen, Bommern, Düren und Stockum eingemeindet. Somit stieg die Einwohnerzahl Wittens von 45.000 auf 73.000. Die Sparkassen der Gemeinden wurden zusammengeschlossen. Durch die Vereinigung wuchsen die Spareinlagen von 8 auf 13 Millionen RM und die Hypothekenkredite von 3,3 auf 5,9 Millionen RM.
1931 war in Deutschland die Bankenkrise. Nur mit Hilfe der neu gegründeten Akzept- und Garantiebank konnte der lawinenartige Abzug von Einlagen bei den Banken und Sparkassen abgewickelt werden. Daraufhin wurde in Folge 1934 das erste Gesetz über das Kreditwesen erlassen.

### Nach dem Zweiten Weltkrieg

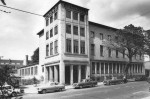
Die Sparkasse Witten
im Jahr 1953 an der Ruhrstraße 48

Nach dem Zweiten Weltkrieg startete die Sparkasse Witten im Jahr 1949 ein Programm für sparwillige Wohnungssuchende, das „Wiederaufbausparen“. Allein zwischen 1948 und 1952 wurden in Witten 3471 Häuser gebaut bzw. wiederaufgebaut.
Ein wichtiger Schritt für die Sparkasse war auch die Zweigstellenpolitik, die zwischen 1953 und 1971 zu elf weiteren Niederlassungen führte. 1953 feierte die Sparkasse Witten ihr hundertjähriges Bestehen und gleichzeitig den Neubau der Kassenhalle an der Ruhrstraße 48. Der Siegeszug der Girokonten beginnt. 1960 führte das Gußstahlwerk die bargeldlose Lohnzahlung ein. 1961 überschreiten die Spareinlagen die 100-Millionen-DM-Grenze. Schon 1963 werden moderne Lochkartenmaschinen mit angeschlossenen Elektrorechnern und Lochstreifenstanzern eingeführt. Der Reingewinn der Sparkasse Witten überschreitet 1963 die ein-Million-DM-Grenze – 10 % davon werden an die Stadt Witten ausgeschüttet.

### Von 1967 bis heute

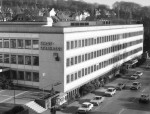
Witten, Ruhrstr. 45
Fertigstellung des neuen Hauptstellengebäudes im Jahr 1967

1967 wird das neue Hauptstellengebäude an der Ruhrstraße 45 bezogen. 1968 wird für das gesamte Buchungsmaterial eine zentrale EDV-Anlage eingerichtet. Ab 1970 wird die Wohnungsbaufinanzierung gemeinsam mit der Landesbausparkasse durchgeführt. 1973 setzt sich die eurocheque-Karte als Zahlungsmittel durch.
1976 wird für Witten ein entscheidendes Jahr: mit der kommunalen Neuordnung wird Witten Teil des Ennepe-Ruhr-Kreises. Die Sparkasse Witten erhält mit der Eingemeindung von Herbede drei neue Geschäftsstellen hinzu – und besteht seitdem aus insgesamt 16 Geschäftsstellen. 1981 wird der erste Kontoauszugsdrucker in Betrieb genommen, 1982 der erste Geldausgabeautomat an der Hauptstelle in der Ruhrstraße.

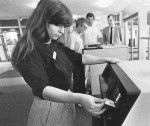
Von der Geldausgabe bis zum Kontoauszug
Im Jahr 1983 öffnete das Selbstbedienungszentrum im Foyer der Hauptstelle

Seit 1983 gibt es das Selbstbedienungsfoyer im Vorraum der Hauptstelle. 1993 ist der umfassende Umbau und Anbau der Hauptgeschäftsstelle an der Ruhrstraße abgeschlossen. Nachdem das Electronic Banking der Sparkasse Witten intensiv ausgebaut wurde, ist seit 1998 ein rasanter Anstieg beim Online-Banking zu verzeichnen. 2002 wird der Euro eingeführt – die vierte Währungsumstellung seit der Gründung der Sparkasse Witten im Jahr 1853.

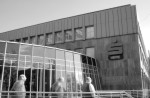
150 Jahre Sparkasse Witten
Im Jahr 2003 wurde auch die Wittener Sparkassen- und Bürgerstiftung gegründet

Im Jahr 2003 feiert die Sparkasse Witten ihr 150. Jubiläum. Die Wittener Sparkassen- und Bürgerstiftung wird pünktlich zum Jubiläum am 1. August 2003 gegründet. Ihre Aufgabe ist es, Organisationen und Projekte für die Wittener Bevölkerung zu unterstützen. Am 1. Juni 2004 wird aus der Stadtsparkasse die Sparkasse Witten. Im Laufe der Entwicklung seit Gründung trug sie zuvor die Bezeichnungen: Städtische Sparkasse zu Witten, Stadt-Sparkasse zu Witten, Stadt-Sparkasse Witten und seit 1967 Stadtsparkasse Witten.
Der Internetauftritt der Sparkasse Witten wurde mehrfach ausgezeichnet. In den Jahren 2004, 2005 und 2006 schafft es die Website www.sparkasse-witten.de jeweils unter die Top 10 von 400 getesteten Banken in Deutschland, Österreich und der Schweiz. Im Juli 2009 startete die Sparkasse Witten als eine der ersten Sparkassen Deutschlands ein Online-Kundenmagazin.
Am 1. April 2014 wurden die Filialen Ardeystraße, Edelstahlwerk und Vormholz geschlossen, am 12. August 2016 die Filiale Wideystraße. Damit verfügt die Sparkasse Witten neben der Hauptstelle über 9 Filialen im Stadtgebiet. Dazu kommen die Beratungscenter Vermögensmanagement, Immobilien sowie Versicherungen und Bausparen in der Ruhrstraße 45.

## Auszeichnungen
Das Internetangebot der Sparkasse wurde im Website Rating des Institutes für Bankinnovationen (ibi) in den Jahren 2004, 2005 und 2006 unter die Top 10 von 400 getesteten Banken aus Deutschland, Österreich und der Schweiz gewählt. Im Website Rating 2009 belegte die Sparkasse Witten beim Thema Altersvorsorge Platz zwei unter allen Banken und Sparkassen.
2006, 2007 und 2008 belegte die Sparkasse Witten den ersten Platz beim ARNO (Auszeichnung für richtungsweisende und nachhaltige Öffentlichkeitsarbeit) und bekam damit dreimal in Folge den „Kommunikations-Oscar“ des Deutschen Sparkassen- und Giroverbandes (DSGV) verliehen.
Nachdem die Sparkasse Witten 2009 (nach 2007 und 2008) zum dritten Mal in Folge „Gold“ für die beste Beratungs-Software in der Kategorie Altersvorsorge erhalten hatte, erhielt sie 2009 die Platin-Auszeichnung vom Bundesverband Deutscher Versicherungskaufleute (BVK) und dem Versicherungsmagazin, der größten Fachzeitschrift der Versicherungsbranche. Der Preis wurde verliehen unter der Schirmherrschaft des Bundesministeriums für Verbraucherschutz.